# Pardosa duplicata
Pardosa duplicata là một loài nhện trong họ Lycosidae.
Loài này thuộc chi Pardosa. Pardosa duplicata được Subhendu Sekhar Saha, Biswamoy Biswas & Dinendra Raychaudhuri miêu tả năm 1994.